# Дулов, Константин Павлович
Константи́н Па́влович Ду́лов (5 июня 1934—9 мая 2017) — советский строитель и государственный деятель. Председатель Владивостокского горисполкома (1989—1990). Почётный гражданин Владивостока.

## Биография
Родился 5 июня 1934 года.
В 1957 году окончил строительный факультет Хабаровского института инженеров железнодорожного транспорта, после чего был направлен по распределению во Владивосток. Начал трудовую деятельность мастером-десятником в тресте «Владстрой». В 1964 году стал главным инженером СУ-11 стройтреста № 8, затем — заместителем начальника строительно-транспортного объединения «Горстрой». Под руководством К. П. Дулова были, в частности, построены: Дом художника на улице Алеутской, микрорайон по улице Олега Кошевого, микрорайоны «минного городка» и бухты Тихой. Также он координировал работы на стадионе «Строитель», в спортивном комплексе «Олимпийский». Возглавлял координационный совет по проектированию и застройке Владивостока, работал заместителем председателя по капитальному строительству в ДВО АН СССР.
В 1980 К. П. Дулов перешёл на работу во Владивостокский горисполком, став начальником управления капитального строительства. В 1982 году он стал первым заместителем председателя горисполкома, а с февраля 1989 года по апрель 1990 года возглавлял горисполком. Стал первым в истории владивостокским градоначальником, совершившим официальный зарубежный визит: в 1989 году посетил, по приглашению мэра этого города, Ниигату. В 1990 году покинул пост председателя горисполкома, отказавшись участвовать в очередных выборах в городской совет.
После отставки — на пенсии, занимался воспитанием внуков. Умер 9 мая 2017 года после тяжёлой продолжительной болезни в г. Веллингтоне (Новая Зеландия). Похоронен на Лесном кладбище Владивостока.

## Семья
Имеет двух детей (сына и дочь) и трёх внуков. 
Сын - Андрей Константинович Дулов, 1960 года рождения, выпускник Дальневосточного высшего инженерного морского училища имени адмирала Г. И. Невельского (ДВВИМУ). 
Дочь — Ирина Константиновна Тейт, предприниматель, супруга почётного консула Новой Зеландии во Владивостоке Мартина Дональда Тейта. Одна из внучек занималась синхронным плаванием: в январе 2008 года выиграла первенство Австралии по этому виду спорта, там же стала серебряным призёром в сольном выступлении среди своей возрастной группы.

## Награды
- Заслуженный строитель РСФСР (1984)
- Почётный гражданин Владивостока (26.06.2002)

## Память
- 6 июля 2018 года была открыта мемориальная доска на доме по адресу ул. 1-я Морская, дом 11, где проживал К. П. Дулов[2].